# استان ال دورادو
استان ال دورادو (به اسپانیایی: Provincia de El Dorado) یک منطقهٔ مسکونی در پرو است که در منطقه سن مارتین واقع شده‌است.
 استان ال دورادو ۱٬۲۹۸٫۱۴ کیلومتر مربع مساحت و ۳۶٬۷۵۲ نفر جمعیت دارد.